# Hofgeest
Hofgeest (52° 27′ N, 4° 39′ L) é uma cidade dos Países Baixos, na província de Holanda do Norte. Hofgeest pertence ao município de Velsen, e está situada a 7 km, a norte de Haarlem.
A área de Hofgeest, que também inclui as partes periféricas da cidade, bem como a zona rural circundante, tem uma população estimada em 110 habitantes.